# Zajačko Selo
Zajačko Selo – wieś w Chorwacji, w żupanii karlowackiej, w mieście Ozalj. W 2011 roku liczyła 164 mieszkańców.